# Hemipenthes maura
Hemipenthes maura is een vliegensoort uit de familie van de wolzwevers (Bombyliidae). De wetenschappelijke naam is gepubliceerd in 1758 door Linnaeus in de tiende editie van Systema naturae.